# Habitation Bisdary
Ne doit pas être confondu avec Morne Bisdary.
L'habitation Bisdary est une ancienne plantation coloniale située à Gourbeyre sur Basse-Terre dans le département de la Guadeloupe en France.
Développée au XVIIIe siècle par les Jésuites, cette exploitation esclavagiste devient une usine sucrière au début du XIXe siècle. Elle est inscrite aux Monuments historiques en 2007.

## Historique
Les terres de l'habitation sont situées dans une plaine alluviale au pied du Houëlmont.
L'habitation dépend du domaine de Charles Houël, gouverneur de la Guadeloupe qui la possède de 1648 à 1664. Elle est acquise par les Compagnie religieuse des Jésuites en 1704. Étendue sur 250 hectares, elle compte 80 esclaves en 1717, puis 312 en 1763. Les Jésuites construisent deux manufactures alimentées par le canal des frères de la Charité. En 1753, les bâtiments sont incendiés lors d'une attaque anglaise et les Jésuites s'endettent pour les réparer.
En 1763, peu avant leur expulsion de l'île, les religieux revendent l'exploitation au négociant Thomas Lepreux pour la somme de 550 000 livres. La vente est contestée dès l'année suivante et un long procès est intenté entre les créanciers des Jésuites, la colonie et les héritiers Lepreux.
En 1793, pendant la période révolutionnaire, la propriété est mis sous séquestre par le Ministère de la Marine. Les héritiers Lepreux finissent par la récupérer en 1823.
Un ouragan en 1816 endommage fortement la propriété. Elle compte alors 250 carrés de terre dont uniquement 24 sont plantés en cannes, 5 en potagers pour les esclaves, 50 en savanes et le reste en bois debout. En 1825, un autre cyclone détruits les bâtiments. En 1829, le trésorier-payeur de la Guadeloupe, Jean-Baptiste Navailles, l'acquiert et la fait restaurer. Elle retrouve son rendement en 1840 mais à partir de 1850 les activités périclitent.
Dans les années 1970, la maison et les dépendances sont rénovées et agrandies.

## Vestiges et protection patrimoniale
Il ne subsiste aujourd'hui que cinq bâtiments qui composaient originellement l'Habitation : la maison du maître et son annexe, la maison du géreur, la case, la boniferie et le four. Une pierre portant les armoiries des Jésuites et datant de 1753 ou 1755 est aujourd’hui conservée dans une parcelle privée de l’Habitation.
Depuis 2007, le chemin d'accès, les terrasses et les murs de soutènement ainsi que les vestiges de l'aqueduc sont classés au titre des monuments historiques.
En 2018, l'habitation Bisdary est incluse dans les dix-huit projets emblématiques retenus pour un financement par le premier Loto du patrimoine destiné à sauvegarder les monuments en péril.

### Le cimetière dit des Jésuites
Situé sur un sentier montant de la rivière Sens au Houëlmont, il s'agit d'un cimetière familial regroupant une dizaine de tombes en pierre autour d'une croix. Les tombeaux ont été éventrés par des vandales à la recherche de trésors. Il ne reste plus aucune plaque funéraire ce qui rend les sépultures anonymes. Malgré l'appellation du lieu, il ne s'agit pas de tombes de Jésuites mais des membres des familles Navailles et/ou Bonin, qui étaient propriétaires de la plantation à partir de 1874. Le cimetière appartient de nos jours au Conservatoire du littoral.

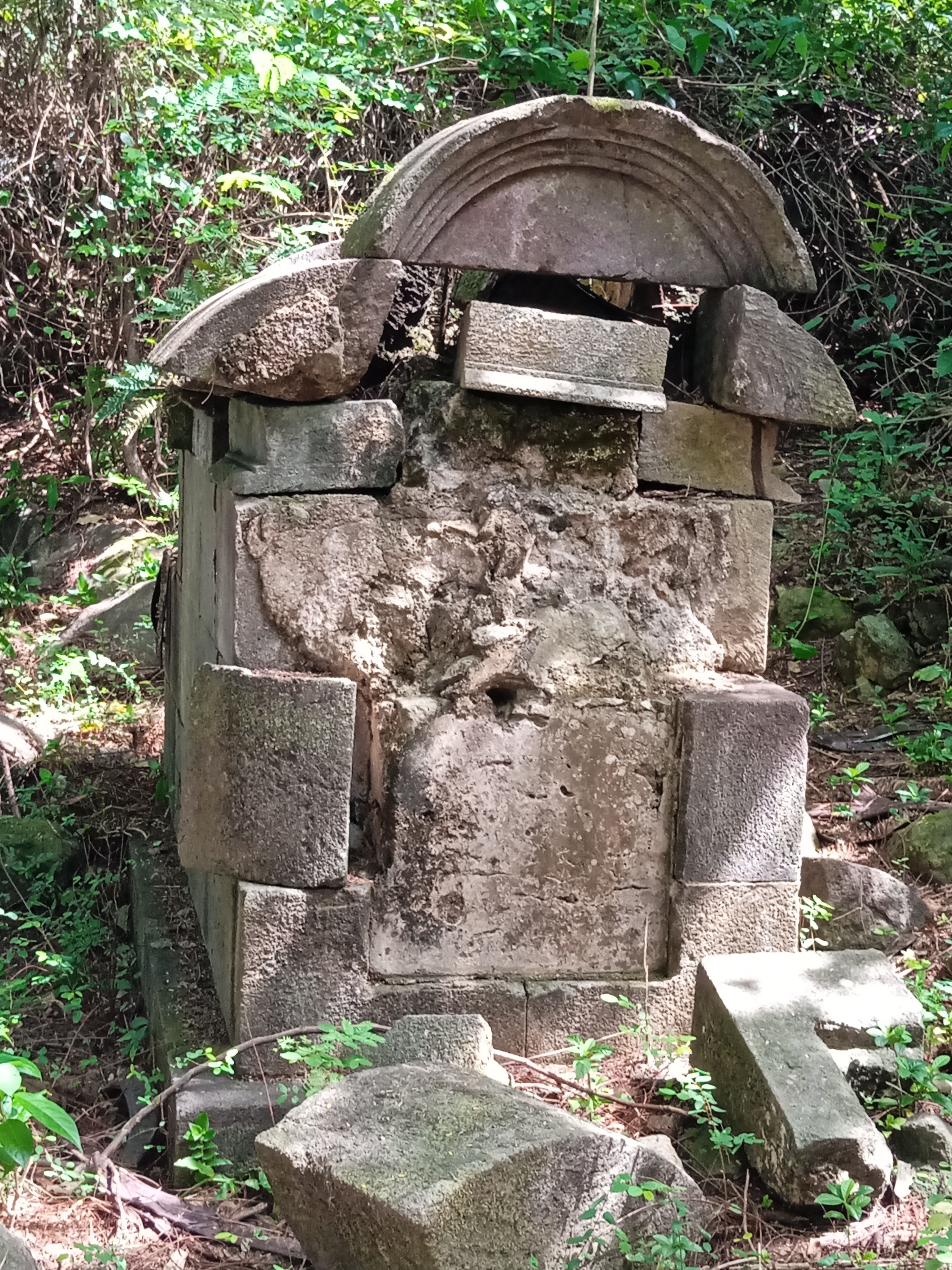
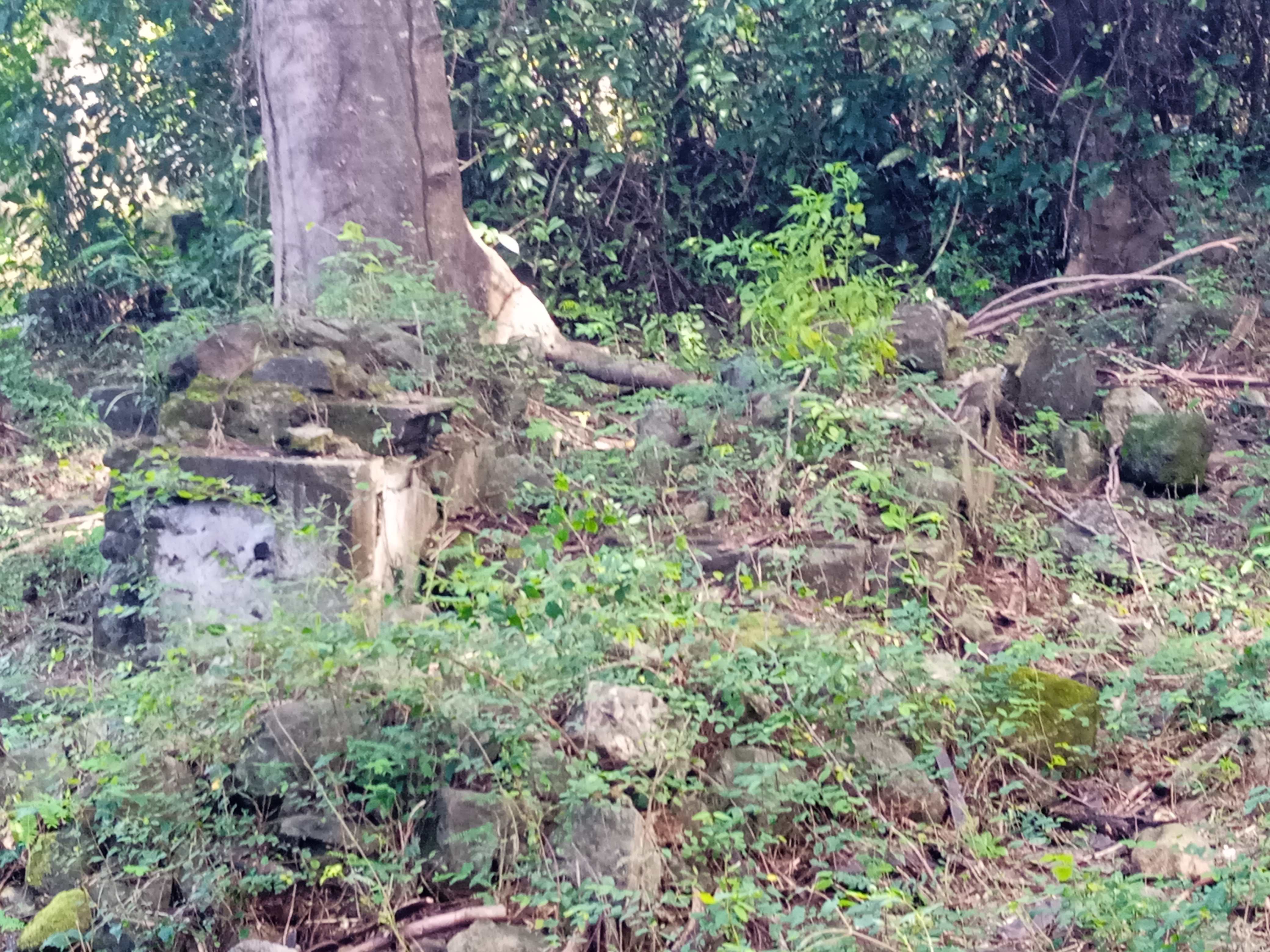
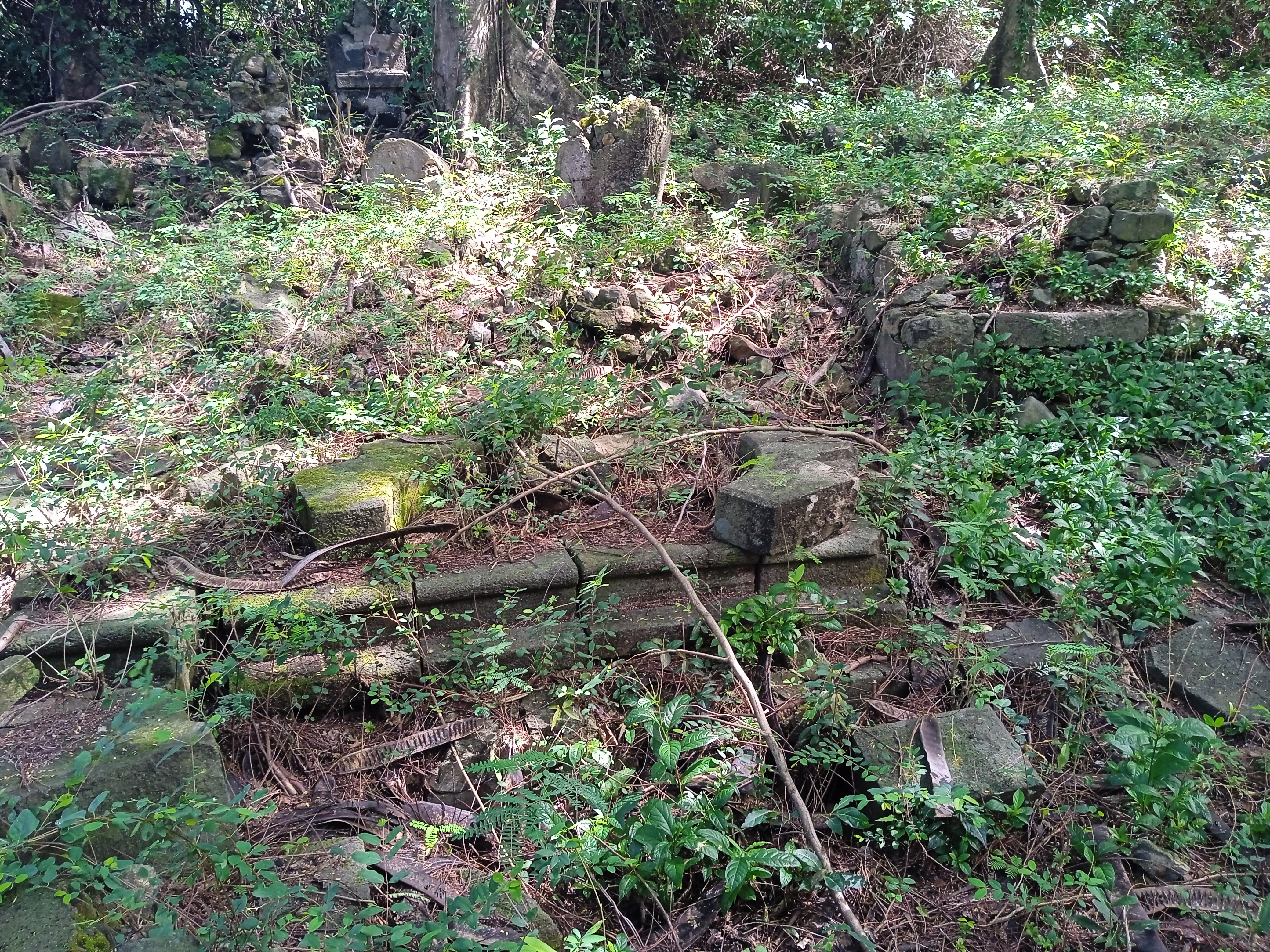
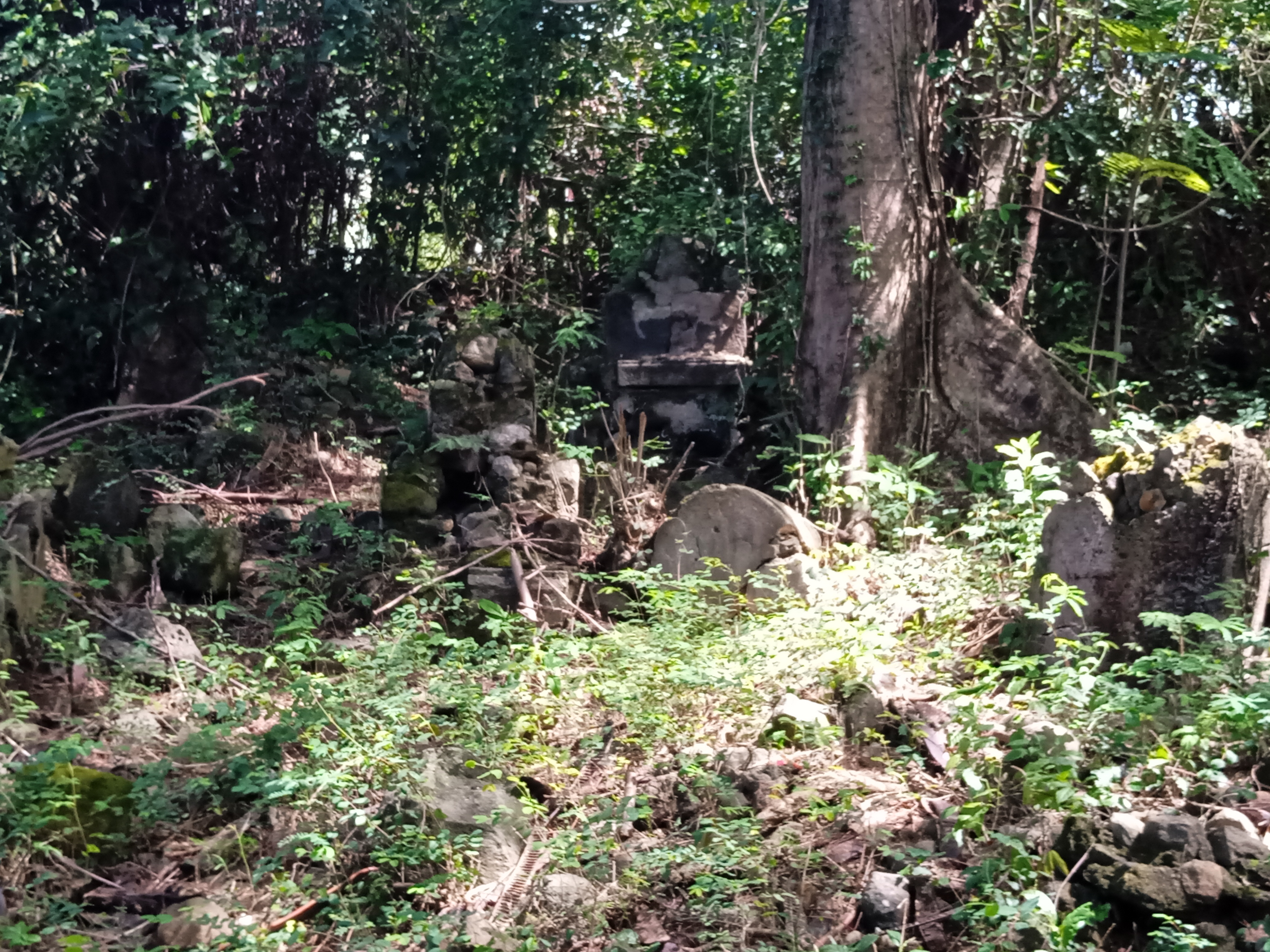